# Сливниця (гміна Красичин)
Сливниця (пол. Śliwnica) — село на Закерзонні в Польщі, у гміні Красичин Перемишльського повіту Підкарпатського воєводства.
Населення — 350 осіб (2011).

## Географія
Село розміщене на відстані 1 кілометр на південь від центру гміни — села Красічина, 9 кілометрів на захід від центру повіту — міста Перемишля і 47 кілометрів на південний схід від центру воєводства — міста Ряшева.

## Історія
У XI-XIII століттях на цих землях існувало Перемишльське руське князівство зі столицею в Перемишлі, яке входило до складу Галицького князівства, а пізніше Галицько-Волинського князівства.
Після захоплення цих земель Польщею село в 1340–1772 роках входило до складу Сяноцької землі Руського воєводства Королівства Польського.
За податковим реєстром 1515 р. село обслуговувало фортецю Перемишль, в селі було 8 ланів (коло 200 га) оброблюваної землі, млин і піп (отже, була церква), а в 1589 р. село належало Красицьким і було 5 ланів (коло 125 га) оброблюваної землі, піп, 16 загородників, 3 коморники з тягловою худобою і 6  — без неї.
В 1772 році внаслідок першого поділу Польщі село відійшло до імперії Габсбургів і ввійшло до складу австрійської провінції Королівство Галичини та Володимирії.
Відповідно до «Географічного словника Королівства Польського» в 1880 році село входило до Перемишльського повіту Королівства Галичини та Володимирії в Австро-Угорщини. В селі були церква, 85 будинків і 642 мешканці (41 будинок і 304 мешканці в Сливниці, 21 будинок і 101 мешканець у Нагорчанах, 23 будинки і 78 мешканців у Комарі), з них 540 греко-католиків, 95 римо-католиків і 7 юдеїв; 540 українців і 95 латинників. За шематизмом того року в селі було 268 греко-католиків, які належали до парафії Дубецько Бірчанського деканату Перемишльської єпархії.
Після розпаду Австро-Угорщини і утворення Другої Речі Посполитої це українське село Надсяння, як й інші етнічні українські території було окуповане Польщею. Входило до Перемишльського повіту Львівського воєводства.
На 01.01.1939 село налічувало 890 осіб, серед яких 475 українців, 400 поляків, 15 євреїв.
Після нападу 1 вересня 1939 року Третього Рейху на Польщу та вторгнення СРСР до Польщі Сливниця, що знаходиться на правому, східному березі Сяну, разом з іншими навколишніми селами відійшла до СРСР і ввійшла до складу Перемишльського району (районний центр — Перемишль) утвореної 27 листопада 1939 року Дрогобицької області УРСР (обласний центр — місто Дрогобич).
З початком німецько-радянської війни село вже в перший тиждень було зайняте військами вермахту.
В кінці липня 1944 року село було зайняте Червоною Армією.
13 серпня розпочато насильну мобілізацію українського населення Дрогобицької області до Червоної Армії (облвоєнком — підполковник Карличев).
В березні 1945 року Сливниця, як і вся західна частина Перемишльського району включно з містом Перемишль зі складу Дрогобицької області передані Польщі.
Москва підписала й 16 серпня 1945 року опублікувала офіційно договір з Польщею про встановлення по лінії Керзона українсько-польського кордону та, незважаючи на бажання українців залишитись на рідній землі, про передбачене «добровільне» виселення приблизно одного мільйона українців з «Закерзоння», тобто Підляшшя, Холмщини, Надсяння і Лемківщини.,
Розпочалося виселення українців з рідної землі. Проводячи депортацію, уряд Польщі, як і уряд СРСР, посилалися на Угоду між цими державами, підписану в Любліні 9 вересня 1944 року, але, незважаючи на текст угоди «Евакуації підлягають лише ті з перелічених (…) осіб, які виявили своє бажання евакуюватися і щодо прийняття яких є згода Уряду Української РСР і Польського Комітету Національного Визволення. Евакуація є добровільною і тому примус не може бути застосований ні прямо, ні посередньо. Бажання евакуйованих може бути висловлено як усно, так і подано на письмі.», виселення було примусовим і з застосуванням військових підрозділів.
Українське населення села, якому вдалося уникнути депортації до СРСР, попало в 1947 році під етнічну чистка під час проведення Операції «Вісла» і було виселено на ті території у західній та північній частині польської держави, що до 1945 належали Німеччині.
У 1975—1998 роках село належало до Перемишльського воєводства.

### Церква
У 1831 р. у Сливниці була парафіяльна церква Вмч. Параскевії, в селі налічувалось 179 греко-католиків, у парафії було 745 парафіян, належала до Нижанківського деканату Перемишльської єпархії.
Дерев'яна церква Вмч. Параскевії збудована в 1924, була парафіяльною, належала з 1920 р. до Перемиського деканату Перемишльської єпархії УГКЦ (до парафії належали також Красічин і Тернівці). Церква після виселення українців перетворена на костел.

## Демографія
Демографічна структура станом на 31 березня 2011 року:
|          | Загалом | Допрацездатний вік | Працездатний вік | Постпрацездатний вік |
| -------- | ------- | ------------------ | ---------------- | -------------------- |
| Чоловіки | 166     | 34                 | 117              | 15                   |
| Жінки    | 184     | 32                 | 119              | 33                   |
| Разом    | 350     | 66                 | 236              | 48                   |